# Генріх Герлах
Генріх Герлах (нім. Heinrich Gerlach; 31 серпня 1906, Вісмар — 27 червня 1988) — німецький офіцер, капітан-цур-зее крігсмаріне, віцеадмірал бундесмаріне. Кавалер Німецького хреста в золоті.

## Біографія
1 квітня 1925 року вступив у ВМФ. В 1930 здійснив плавання до Африки і Південної Америки на крейсері «Карлсруе». В 1935/37 роках — начальник підготовки юнкерів на лінійному кораблі «Шарнгорст». В 1937 році закінчив курси Морського генштабу, потім — 2-й офіцер Морського генштабу при командувачі розвідувальних сил. З листопада 1940 по липень 1941 року — командир есмінця Z25. В 1939/40 роках брав участь у мінуванні вод біля узбережжя Великої Британії. Учасник Норвезької кампанії, під час якої був тяжко поранений. Влітку 1941 року переведений в Оперативний відділ Штабу керівництва морською війною ОКМ. З січня 1944 року — командир есмінця Z28, воював на Балтійському морі. З жовтня 1944 року — командир 8-ї флотилії міноносців (Балтійське і Північне моря). 1 травня 1945 року призначений начальником Командного управління та шефом керівництва морською війною ОКМ при новому головнокомандувачі фон Фрідебурзі. Керував ліквідацією штабу, організацією німецької служби мінного тралення. До квітня 1946 року перебував у полоні. Після війни прослухав курс філології та теології в Кільському і Гамбурзькому університетах. З осені 1948 року — експерт з питань навігації та аварій суден у страховому товаристві в Гамбурзі. В 1952 році перейшов у командування ВМС ФРН і до літа 1954 року був представником ВМС у Тимчасовому комітеті Європейського оборонного співтовариства. В 1966 році вийшов у відставку.

## Звання
- Лейтенант-цур-зее (1 квітня 1929)
- Оберлейтенант-цур-зее (1 жовтня 1932)
- Капітан-лейтенант (1 липня 1935)
- Фрегаттен-капітан (1 серпня 1943)
- Капітан-цур-зее (8 листопада 1944)

## Нагороди
- Медаль «За вислугу років у Вермахті» 4-го і 3-го класу (12 років)
- Залізний хрест 2-го і 1-го класу
- Нагрудний знак есмінця
- Німецький хрест в золоті (8 листопада 1944)
- Орден «За заслуги перед Федеративною Республікою Німеччина», великий офіцерський хрест